# Afrophantia mycenis
Afrophantia mycenis är en insektsart som beskrevs av Ronald Gordon Fennah 1958. Afrophantia mycenis ingår i släktet Afrophantia och familjen Flatidae. Inga underarter finns listade i Catalogue of Life.